# Orientační běh

Mezinárodní symbol orientačního běhu

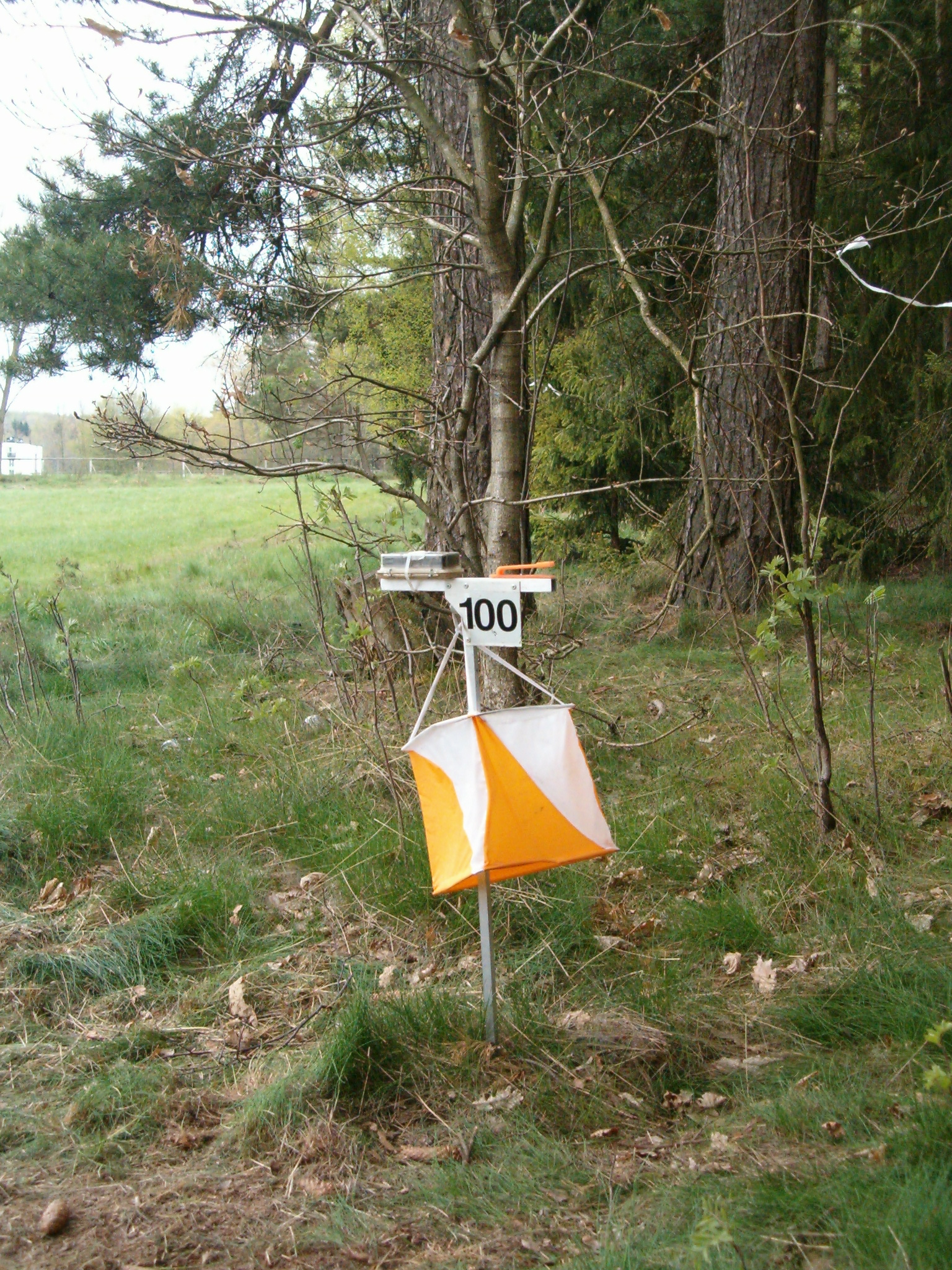
„Kontrola“ skládající se z tzv. lampionu, čísla kontroly, snímače čipu a razících kleští, které se používají při výpadku elektroniky.

Orientační běh (zkratka OB, angl. Orienteering) je sport založený na schopnosti orientace v terénu s mapou a buzolou. Účastníci na startu obdrží mapu, obvykle terénu, který neznají. Na mapě jsou vyznačena kontrolní stanoviště (kontroly), která mají účastníci nalézt v určeném pořadí. Závodní orientační běh je sport, při kterém závodníci postupně co nejrychleji oběhnou všechny kontroly na své trati. Tratě jsou připraveny v různé obtížnosti a délce a rozděleny do tzv. kategorií podle pohlaví a věku závodníků např. D35 (ženy nad 35 let) nebo H18 (muži do 18 let). Elitní kategorie přístupné všem bez rozdílu věku jsou H21 a D21. Pro mezinárodní závody se kategorie značí M a W (men, women). Závodníci při OB běhají většinou mimo cesty a překonávají terénní překážky.
Orientační běh patří do rodiny orientačních sportů, kam kromě něj patří také lyžařský OB (LOB, závod na běžkách), MTBO (závod na horských kolech) a Trail orienteering (přesná orientace).
Závod má obvykle předepsané pořadí, v němž je nutné kontroly obejít, ale existuje i možnost absolvovat kontroly v libovolném pořadí (tzv. free-order). Mírně odlišnou variantou je „scorelauf“, při kterém mají závodníci stanovený časový limit, během kterého se snaží oběhnout co nejvíce kontrol zakreslených na mapě. Kontroly mohou mít různou bodovou hodnotu podle obtížnosti nebo vzdálenosti od startu. Za každou minutu přes časový limit je závodníkovi stržen určený počet bodů. Závodník s nejvíce body, popř. časem vyhrává.
Nově se vyvinul tzv. parkový orientační běh-sprint, který se většinou běhá v parcích nebo podobných upravených terénech a na sídlištích. Tento druh orientačního běhu je podstatně kratší než klasický OB (trvá 12–20 minut) a mnohem více při něm záleží na přesné orientaci, rychlosti a rychlém rozhodnutí.
Úspěch v OB v elitních kategoriích závisí nejen na vynikající fyzické připravenosti a běžecké rychlosti, ale také na výběru nejrychlejší cesty (postupu) mezi kontrolami. (Kontroly jsou stejné pro všechny závodníky v dané kategorii (pozn. pokud nejsou „rozfarstovány“), ale postupy se mohou mezi závodníky velmi lišit.)
Mistrovství světa v OB se koná každý rok (do roku 2002 jednou za dva roky). První MS v OB se konalo v roce 1966.
Dalšími důležitými závody jsou Mistrovství Evropy a Světový pohár.
Podobným sportovním odvětvím je Rádiový orientační běh. Princip je podobný orientačnímu běhu s tím rozdílem, že závodník vyhledává v terénu kontrolní stanoviště pomocí rádiového přijímače se směrovou anténou. Každé kontrolní stanoviště vysílá na předem určeném kmitočtu svoji identifikační značku.

## Orientační běh ve světě

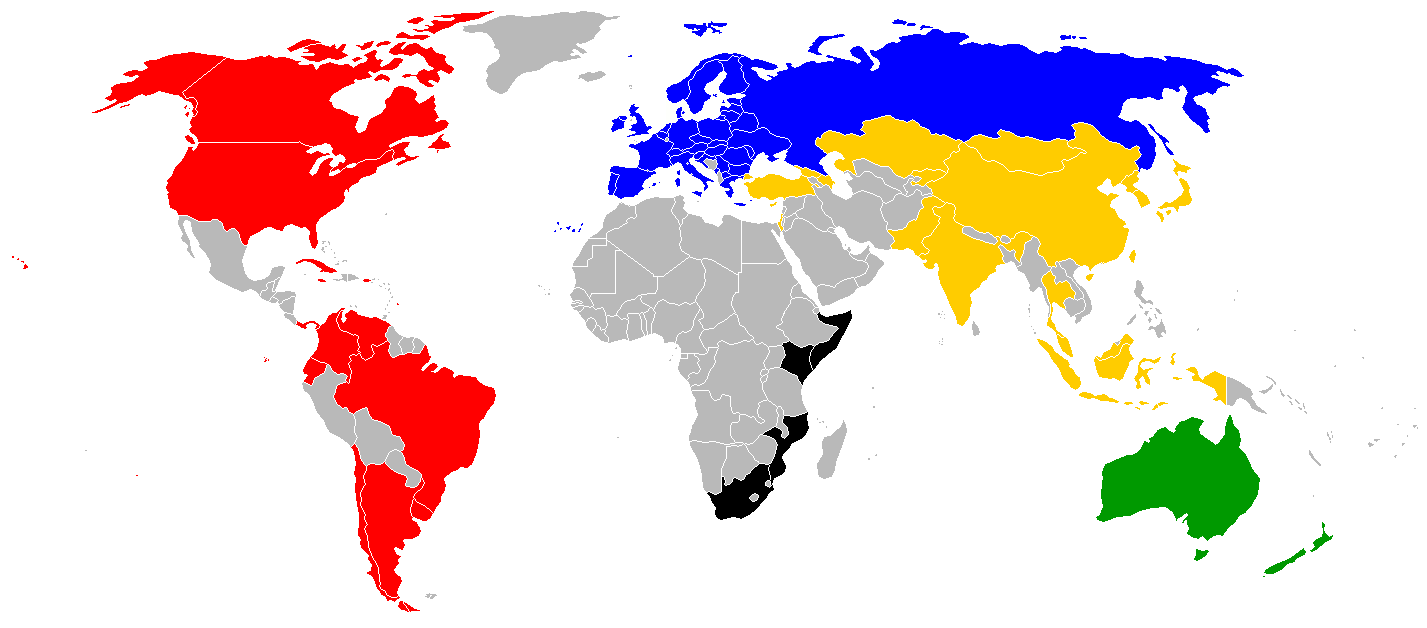
Rozšíření OB ve světě (2011)

Kolébkou orientačního běhu je Skandinávie, která má pro něj ideální podmínky – rozlehlé lesy a orientačně náročné terény.
První závod v OB se uskutečnil 31. října 1897 v norském Oslu. Zúčastnilo se jej 8 mužských startujících, kteří soupeřili na trati dlouhé 10,5 km se 3 kontrolami. Čas vítěze byl 1:41:07. Postupně se rozšířil také do Švédska a Finska, kde během první poloviny 20. století vznikly národní svazy, systém soutěží atd. Do dalších míst Evropy a světa se začal šířit až ve druhé pol. 20. stol.
Dnes se orientačnímu běhu věnuje okolo 1 milionu lidí na celém světě. V 68 státech je registrováno přes 350 000 závodníků ve více než 4 000 klubech. Doménou je především Evropa, mimo ni je nejrozšířenější v USA, Kanadě, Austrálii a v Japonsku. V současnosti se snaží výrazněji prosadit v Číně – především na vysokých školách.

## Orientační běh a olympijské hry
Přestože se orientační běh již v roce 2001 stal oficiálním sportem na Světových hrách (World Games) a je také sportem na letních OH neslyšících, zůstávají prozatím snahy o zařazení orientačního běhu na OH neúspěšné. Je nutno uznat, že závod je většinou nutné pořádat daleko od hlavního města, doba trvání soutěže je delší než většina ostatních individuálních soutěží a že tento sport není příliš atraktivní pro televizní diváky  (to se ale pomalu mění díky technologii TracTrac, které pomocí GPS zaznamenává polohu běžce v terénu a přenáší ji na obrazovku; je tedy možné sledovat pohyb běžce na trati v reálném čase). Tratě, která by mohla vyhovovat požadavkům OH, jsou parkový orientační běh, micro-O a krátká trať. Nejpravděpodobněji by do programu olympijských her mohl být zařazen sprintový pěší orientační běh. Tato disciplína je po celém světě stále populárnější a může být také velmi divácky atraktivní.
U příležitosti 17. zimních olympijských her v Naganu se v Sugadaira Kögen v Japonsku konal mezinárodní kulturní festival, ve kterém byl zařazen také lyžařský orientační běh. IOF pak roku 2002 sepsala petici Programové komisi Mezinárodního olympijského výboru, aby lyžařský orientační běh zařadila v roce 2006 na ZOH s tím, že by se mohl konat na stejném místě jako závody v biatlonu. Ve formálním doporučení ale Programová komise poukázala na to, že tento sport nemá dostatečné mezinárodní zastoupení (soutěží převážně skandinávské země), jsou zde překážky pro komentátory a diváky, které brání jednoduchému sledování soutěže, a nutnost výdajů na nové technologie a výsledkový systém. 28. listopadu 2006 pak Výkonný výbor Programové komise rozhodl lyžařský orientační běh spolu s dalšími sporty nezařadit ani do přezkoumávacího procesu. Orientační běh je také součástí Olympiády dětí a mládeže až do kategorie DH14.

## Orientační běh v Česku
Do Československa se orientační běh dostal zásluhou turistů, kteří přivezli zkušenosti právě z pobytu ve Skandinávii. Vytvořili však svou variantu vycházející více z turistiky – vícečlenné hlídky, zátěž, ústní zkoušky, zákaz běhání. Prvky turistiky ale postupně mizely a na základě mezinárodních kontaktů se sport přibližoval skandinávskému pojetí.
První závod se uskutečnil 22. října 1950 v Chřibech na Bunči a zorganizovali jej zlínští turisté pro tříčlenné pěší hlídky. Závod nesl jméno "I. ročník poháru města Zlína". V roce 1952 již proběhlo první Mistrovství ČSR a také první noční orientační běh, který zorganizoval klub TJ-Gottwaldov v Hostýnských vrších a následně i v Praze. Ve stejném roce se také uskutečnil první lyžařský závod.
Po deseti letech se po velkých diskuzích začalo od roku 1960 závodit také individuálně. Samostatným sportem se však orientační běh stal až v roce 1968, kdy vznikl samostatný svaz (do té doby byl pod svazem turistů a lyžařů), který se dnes nazývá Český svaz orientačních sportů a kromě orientačního běhu zastřešuje také závody MTBO, LOB a Trail.
V sezóně 2021 bylo zaregistrováno celkem 12 346 orientačních běžců, kteří jsou sdružení ve více než 200 klubech (mezi největší z nich patří Oddíl OB Kotlářka, OK Lokomotiva Pardubice, SK Žabovřesky Brno, OK 99 Hradec Králové, OOB TJ Turnov, KOS TJ Tesla Brno, SK Praga, SKOB Zlín, OOB TJ Tatran Jablonec, OOB TJ Slovan Luhačovice, OK Jiskra Nový Bor, OK Slavia Hradec Králové, USK Praha nebo OK Kamenice). Ročně se uskuteční přes 200 oficiálních závodů v pěším OB, 15 v MTBO a 10 v lyžařském OB.
ČR je rozdělená do 11 oblastí (největší je Východočeská, následuje Pražská a Ještědská).
Mezi České aktivní mužské reprezentanty patří třeba Vojtěch Král, Miloš Nykodým, Tomáš Křivda

## Mezinárodní federace orientačního běhu

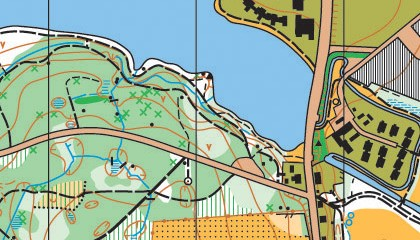
Část mapy pro orientační běh

Mezinárodní federace orientačního běhu (IOF, International Orienteering Federation) zastřešuje národní federace a jejich členy. Vznikla v roce 1961 v dánském hlavním městě Kodani. Mezi deseti zakládajícími členy bylo i Československo, za které byl zároveň zvolen do prvního předsednictva Dr. Miroslav Hlaváček. Dalšími zakládajícími členy byli: Bulharsko, Dánsko, Finsko, Maďarsko, Východní Německo, Západní Německo, Norsko, Švýcarsko a Švédsko.
Nejvyšším orgánem IOF je Kongres, který je pořádán v dvouletých intervalech při MS. Kongres je složen ze zástupců národních svazů, kde každý stát má jeden hlas. V čele federace pak stojí předsednictvo (IOF Council) – v jehož čele je prezident, tři viceprezidenti a sedm dalších řadových členů.
Seznam členů předsednictva IOF:
- Leho Haldna (EST), prezident
- Astrid Waaler Kaas (NOR), první viceprezidentka
- Michael Dowling (AUS), viceprezident
- Tatiana Kalenderoglu (RUS), viceprezidentka
- Vincent Frey (FRA)
- Owe Fredholm (SWE)
- Hannu Kottonen (FIN)
- Nik Suter (SUI)
- Dušan Vystavěl (CZE)
- Ting-wang ‘Dominic’ Yue (HKG)
- Laszlo Zentai (HUN)

## Tratě pro pěší orientační běh
Trať se navrhuje tak, aby prověřila fyzickou zdatnost i orientační dovednost. Orientační náročnost tratě a její délka musí odpovídat výkonnostní a věkové úrovni příslušné kategorie. Umístění kontrol a celková koncepce tratí musí vylučovat roli náhody.
Délky tratí v jednotlivých závodech se liší v závislosti na charakteru terénu, typu závodu a dané kategorii. Pro obvyklé typy závodů jednotlivců by časy vítězů v jednotlivých kategoriích měly být zhruba následující Pravidla[nedostupný zdroj]:
| Kategorie     | Sprint | Krátká trať | Klasická trať |
| DH14 a mladší | 10–15  | 20–30       | 20–40         |
| DH16, DH18    | 12–15  | 20–30       | 35–70         |
| DH20, DH21    | 12–15  | 30–40       | 50–100        |
| DH35 a starší | 12–15  | 30–40       | 35–80         |

Noční orientační běh má parametry stejné jako klasická trať – rozdílem je, že kontroly by měly být méně orientačně náročné (mohou být označeny reflexní páskou) a běhá se v noci (první závodník může vystartovat minimálně 60 minut po západu slunce a poslednímu by měl časový limit pro absolvování závodu vypršet minimálně 90 minut před východem slunce). Kromě klasického vybavení je pro noční disciplínu další povolenou pomůckou baterka, čelovka, či jiný přístroj poskytující osvětlení.

## Světové akce
- Pěší OB
  - Mistrovství světa (od roku 1966, od roku 2019 v lichých letech lesní disciplíny, v sudých sprintové)
  - Mistrovství světa juniorů (od roku 1990, určeno pro závodníky do 20 let)
  - Mistrovství světa veteránů (od roku 1996, určeno pro závodníky nad 35 let)
  - Akademické mistrovství světa (od roku 1978, určeno pro studenty vysokých škol, jednou za dva roky)
  - Mistrovství Evropy (v letech 1962 a 1964, poté obnovené od roku 2000, jednou za dva roky)
  - Mistrovství Evropy dorostu (od roku 2002, určeno pro závodníky do 18 let)

- LOB
  - Mistrovství světa (od roku 1975, jednou za dva roky)
  - Mistrovství světa juniorů (od roku 1994, určeno pro závodníky do 20 let)
  - Mistrovství světa veteránů (od roku 2000, určeno pro závodníky nad 30 let)
  - Akademické mistrovství světa (od roku 2016, jednou za dva roky)
  - Mistrovství Evropy (od roku 2001)
  - Mistrovství Evropy dorostu (určeno pro závodníky do 17 let)

- MTBO
  - Mistrovství světa (od roku 2002)
  - Mistrovství světa juniorů (určeno pro závodníky do 20 let)
  - Mistrovství světa masters (určeno pro závodníky nad 40 let)
  - Mistrovství Evropy
  - Mistrovství Evropy juniorů (určeno pro závodníky do 20 let)
  - Mistrovství Evropy mládeže (určeno pro závodníky do 17 let)

- Trail Orienteering
  - Mistrovství světa (od roku 2004)
  - Mistrovství Evropy (jednou za dva roky)

## Mistrovství České republiky
Český svaz orientačních sportů, sekce orientačního běhu, každoročně přiděluje pořadatelství Mistrovství České republiky (MČR) v těchto disciplínách:
- Pěší OB
  - MČR na klasické trati
  - MČR na krátké trati
  - MČR na dlouhé trati (do roku 2010)
  - MČR v nočním OB
  - MČR ve sprintu
  - MČR štafet
  - MČR sprintových štafet
  - MČR klubů a oblastních výběrů
- LOB
  - MČR na klasické trati
  - MČR na krátké trati
  - MČR ve sprintu
  - MČR štafet
- MTBO
  - MČR na klasické trati
  - MČR na krátké trati
  - MČR ve sprintu
  - MČR štafet
  - MČR družstev
- Trail Orienteering
  - MČR na klasické trati
  - MČR v TempO
  - MČR štafet